# ايغناسيو اماريلا
ايغناسيو اماريلا (بالإسبانية: Ignacio Amarilla)‏ (11 سبتمبر 1986 بمونتفيدو في الأوروغواي - ) هو لاعب كرة قدم أوروغواني في مركز الدفاع. لعب مع نادي دانوبيو ونادي سيرو.

## وصلات خارجية
- ايغناسيو اماريلا على موقع إي إس بي إن إف سي (الإنجليزية)
- ايغناسيو اماريلا على موقع قاعدة بيانات كرة القدم.إي يو (الإنجليزية)